# Lee Hye-in
Lee Hye-In –en hangul, 이혜인– (16 de gener de 1995) és una esportista sud-coreana que competeix en esgrima, especialista en la modalitat d'espasa.
Va participar en els Jocs Olímpics de Tòquio 2020, obtenint una medalla de plata en la prova per equips.
Va guanyar dues medalles en els Campionats del Món d'Esgrima entre els anys 2018 i 2023, totes dues en la prova d'equips i 5 medalles (3 d'or) en els Campionats d'Àsia entre els anys 2018 i 2023.

## Palmarès internacional
| Jocs Olímpics     | Jocs Olímpics         | Jocs Olímpics | Jocs Olímpics     |
| Any               | Lloc                  | Medalla       | Prova             |
| ----------------- | --------------------- | ------------- | ----------------- |
| 2020              | Tòquio ( Japó)        | 2             | Espasa per equips |
| Campionat del món |                       |               |                   |
| Any               | Lloc                  | Medalla       | Prova             |
| 2018              | Wuxi ( Xina)          | 2             | Espasa per equips |
| 2023              | Milà ( Itàlia)        | 3             | Espasa per equips |
| Campionat d'Àsia  |                       |               |                   |
| Any               | Lloc                  | Medalla       | Prova             |
| 2018              | Bangkok ( Tailàndia)  | 3             | Espasa individual |
| 2018              | Bangkok ( Tailàndia)  | 3             | Espasa per equips |
| 2019              | Chiba ( Japó)         | 1             | Espasa per equips |
| 2022              | Seül ( Corea del Sud) | 1             | Espasa per equips |
| 2023              | Wuxi ( Xina)          | 1             | Espasa per equips |